# 波跋利迦
波跋利迦（拉丁字母轉寫：Barbarika），又稱Khatushyam，是印度神話中的一個人物，為半羅剎勇士瓶首與阿悉羅伐底之子 、怖軍之孫。他從小跟隨母親學習軍事技能，並成為了一名勇敢的戰士。又得到破壞神濕婆和火神阿耆尼的關照，獲得了百發百中的濕婆三箭（Teen Baan）。
俱盧大戰爆發時，波跋利迦以自身強大的力量為後盾，保持中立、並協助弱勢一方，在戰場上擔任了維持雙方戰力平衡的角色。在戰爭末期，波跋利迦應黑天的要求，以剎帝利的身份將自己的頭砍下來祭祀戰場，並請黑天將頭放在高山上，以作為俱盧大戰最後的見證人，俯瞰整個戰事的發展。後來他前往雪山東部，成為吉羅陀國的始祖雅蘭伯王（Yalambar）。